# Tomás Estrada Palma
 (mars 2019).
Si vous disposez d'ouvrages ou d'articles de référence ou si vous connaissez des sites web de qualité traitant du thème abordé ici, merci de compléter l'article en donnant les références utiles à sa vérifiabilité et en les liant à la section « Notes et références ».
Pour les articles homonymes, voir Palma.
Tomás Estrada y Palma, né le 9 juillet 1832 à Bayamo et mort le 4 novembre 1908 à Santiago de Cuba, est un homme d'État et militaire cubain. Révolutionnaire ayant combattu lors de la guerre des Dix Ans contre les Espagnols, Tomás Estrada assume la présidence de la République provisoire de Cuba en armes de 1876 à 1877, avant sa capture par les Espagnols. Libéré, il rejoint la résistance cubaine et participe à la guerre hispano-américaine de 1898. Après la fin de la guerre, il s'oppose à l'administration américaine de l'île et participe activement à la guerre d'indépendance cubaine qui aboutit à la proclamation de la république de Cuba.
De 1902 à 1906, il est le premier président de la république indépendante de Cuba, élu à la suite d'élections libres face à Máximo Gómez. Sa présidence est marquée par la division entre les partis politiques et la menace d'une invasion espagnole. En février 1903, il signe le traité américano-cubain. En 1905, il est de nouveau réélu face à Máximo Gómez qui conteste les résultats. En 1906, Estrada demanda l'aide des États-Unis pour mettre fin aux troubles politiques dans le pays. Face à la contestation populaire, Estrada est contraint à la démission en 1906. Après celle-ci, l'île est de nouveau occupée par les Américains jusqu'en 1909.

## Biographie

### Carrière militaire
Tomàs Estrada Palma naît à Bayamo, sur l'île espagnole de Cuba. Il suit des études de droit à Séville, mais il ne travaille jamais par la suite dans ce domaine. De 1868 à 1878, il participe à la guerre des Dix Ans. Sa mère meurt pendant celle-ci ; il hérite d'un vaste domaine auparavant occupé par les Espagnols. Durant la guerre, il est président de la République en armes de 1876 à 1877, date de sa capture par les Espagnols.
La révolution échoue et se solde par le quasi statu quo du pacte de Zanjón. La pacification menée par le capitán general de l'île, Arsenio Martínez-Campos, permet à l'île de retrouver une certaine quiétude. Mais en 1895, le monopole colonial est supprimé et cela assure à l’Espagne un marché pour l’exportation du vin, du blé et des olives.

### Guerre d'indépendance
Un des termes du pacte de Zanjón favorisait la constitution de partis politiques. L'un d'entre eux, le Parti révolutionnaire cubain (PRC), se constitue dès 1878, sous la direction de José Martí. Le parti milite pour l’indépendance de Cuba ainsi que celle de Porto Rico, formant la tendance séparatiste du paysage politique cubain. Les autres tendances politiques coexistent, notamment les autonomistes de Rafael Montoro et les réformistes de José Antonio Saco. L'agitation reste latente dans le pays, notamment du fait des actions entreprises par les partisans d'Antonio Maceo, lequel est en désaccord avec les termes du pacte. La Petite Guerre de 1879-1880 fut ainsi un échec. Mais les conditions ne permirent pas le succès des soulèvements successifs contre le pouvoir colonial.
À la suite du débarquement des indépendantistes de Martí le 24 février 1895, un soulèvement mené par le Parti révolutionnaire cubain commence près de Santiago de Cuba et finit par s’étendre sur l’île entière. En janvier 1898, les États-Unis, jusqu'alors neutres, changent de politique. À la suite d'émeutes à La Havane, et pour « protéger leurs intérêts », ils y envoient le vieux cuirassé USS Maine. L'explosion du cuirassé dans la baie de La Havane, qui coule dans le port, est imputée aux Espagnols par les États-Unis. On sait aujourd'hui que les Espagnols n'ont rien à voir avec cette explosion mais qu'elle est due à un problème technique. Ils entrent alors en guerre contre l'Espagne en avril 1898, marquant ainsi le début de la guerre hispano-américaine.
Le conflit, jusqu'alors hispano-cubain et majoritairement terrestre, devient également maritime avec l'arrivée de la marine des États-Unis. L'Armada espagnole disponible ne permet pas aux troupes royalistes de lutter contre les navires de l'US Navy, bien plus modernes. De plus, le débarquement de troupes américaines qui, avec l'aide des troupes cubaines, prennent Santiago de Cuba, pousse alors les Espagnols à la reddition en 1898.

### Présidence

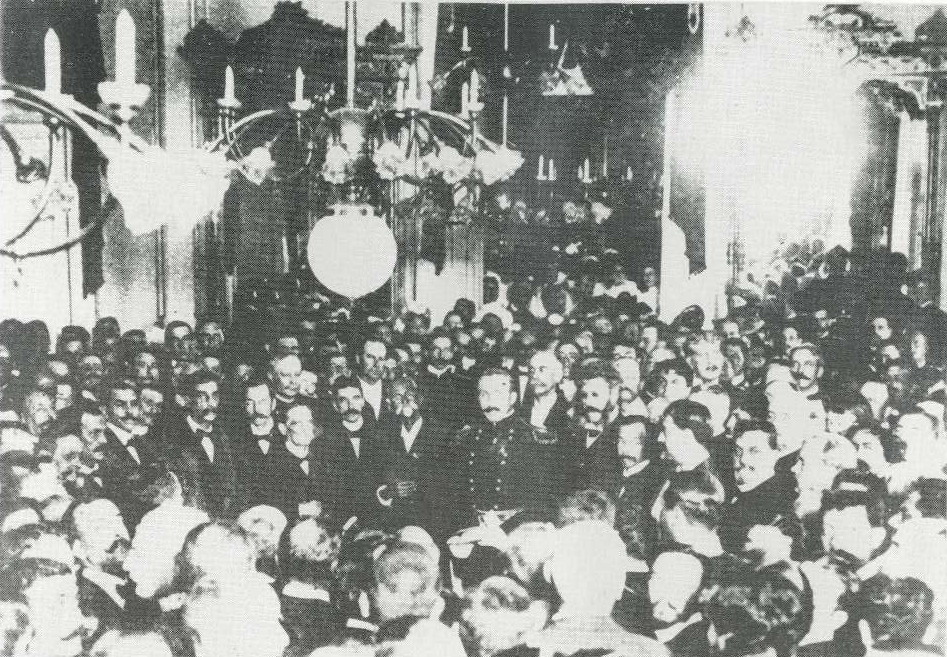
Investiture du président Estrada (1902).

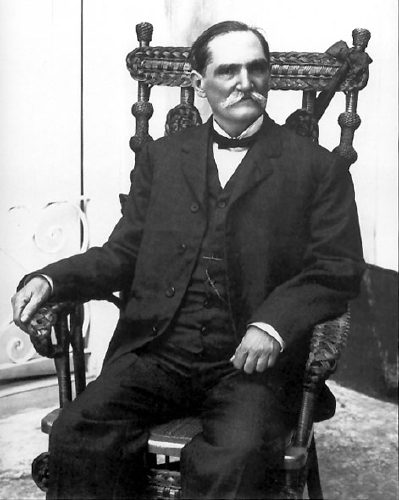
Tomás Estrada Palma, président de la République.

La guerre fut extrêmement meurtrière à Cuba, les seules mesures prises par Weyler ayant causé 300 000 victimes cubaines. Cuba devient alors une fragile république, sur laquelle les vues impérialistes des États-Unis étaient grandes. De fait, un protectorat militaire est établi pour surveiller les débuts de la République cubaine.

Mais le mécontentement du peuple est si grand, voyant ainsi leur terre changer simplement de maître, que les États-Unis préparent rapidement leur départ. Contrairement aux autres anciennes colonies espagnoles, le Congrès américain planifie le retrait des troupes dans l'Amendement Platt. Cet amendement est intégré dans la Constitution cubaine rédigée par l'Assemblée constituante cubaine, le 12 juin 1901, afin d'éviter toute nouvelle intervention de garantie de l'indépendance. Le 20 mai 1902 naît officiellement la république de Cuba, avec la prise de fonction de son premier président, Tomás Estrada Palma.
Il est élu sans opposition président de la République le 31 décembre 1901, face à Máximo Gómez, et entre en fonction le 20 mai 1902. En février 1903, il signe le traité américano-cubain par lequel Cuba loue à perpétuité aux États-Unis l'entrée de la baie de Guantánamo. Il est réélu de nouveau sans opposition en 1905 mais face aux soupçons de fraude lors du scrutin, il est contesté et démissionne le 28 septembre 1906, provoquant l'intervention des Américains qui placent le pays sous administration provisoire. Retiré de la vie politique, Estrada meurt deux ans plus tard.